# Josip Stošić
Josip Stošić (Zagreb, 1935. − srpnja 2009.) je bio hrvatski povjesničar umjetnosti, konceptualni likovni umjetnik i pjesnik.

## Životopis
Rodio se je u Zagrebu 1935., gdje je i diplomirao 1963. na Filozofskom fakultetu. Od 1967. do umirovljenja 2000. bio je zaposlen u Institutu za povijest umjetnosti u Zagrebu.
Bio je prvi urednik časopisa Radovi Instituta za povijest umjetnosti, a kao znanstvenik bavio se istraživanjem hrvatske starokršćanske, srednjovjekovne i renesansne sakralne umjetnosti.
Godine 1951. samostalno je izdao prvu knjigu konkretne poezije na tlu bivše Jugoslavije Đerdan, koja je iste godine bila zabranjena. Pisao je konkretnu poeziju, a u umjetničkome stvaralaštvu zanimao se likovnim ustrojem riječi na plohi i suodnosom predmeta i riječi (A, 1969.; Premetaljka, 1971.).

## Nagrade i priznanja
Primio je Povelju Društva povjesničara umjetnosti za 2007. godinu. 